# Bitka kod Kalinika
Bitka kod Kalinika se odigrala za vrijeme Iberijskog rata 19. travnja 531. godine između bizantske vojske na čelu s Belizarom na jednoj, i perzijske vojske na čelu s Azaretom na drugoj strani. 
Do bitke je došlo godinu dana nakon perzijskog poraza u bitci kod Dare, odnosno neposredno nakon još jednog perzijskog pohoda s ciljem da se Bizantincima preotme Sirija. Taj je pohod Belizar uspio zaustaviti vještim manevrom i prisiliti Perzijance na povlačenje. Prema navodima povjesničara, bizantski vojskovođa je neprijatelja namjeravao istjerati bez bitke, ali su njegovi vojnici "postali nemirni" te je nevoljko odlučio zajedno sa svojim arapskim saveznicima iz plemena Gasanida uništiti Perzijance u uređenoj bitci. Njegov suparnik, perzijski vojskovođa Azaret, raspolagao je s podjednakim snagama, među kojima je bilo i arapsko pleme Lahmida. 
Bitka je trajala dugo s promjenjivim ishodom sve dok Perzijanci nisu uspjeli probiti desno bizantsko krilo na kome su bili Gasanidi te potisnuti Bizantince na obalu Eufrata, pri čemu se dio bizantskih vojnika utopio u rijeci. Belizar je tek krajnjim naporom uspio stablizirati bizantske redove, što je omogućilo da Bizantinci pruže dovoljno snažan otpor kako bi se u kakvom takvom redu mogli povući preko rijeke. 
Iako su Perzijanci odnijeli pobjedu, imali su previše gubitaka da bi mogli iskoristiti uspjeh; ni Bizantinci nisu bili u stanju voditi dalje bitke. Sve je to sljedeće godine dovelo do tzv. Vječnog mira kojim je Bizant prepustio sve teritorije dotada osvojene u ratu i pristao plaćati danak.